# La casa entre los cactus
La casa entre los cactus es una película española de suspenso psicológico, dirigida por Carlota González-Adrio con guion de Paul Pen.

## Sinopsis
Emilio y Rosa viven felices con sus cinco hijas —Lis, Iris, Melisa, Lila y Dalia—, todas con nombres de flores. La familia, ha construido un hogar idílico en un desierto rodeado de cactus mientras su vida transcurre en calma. Un día, un misterioso joven (Rafa) llega y altera la vida de las hermanas. La situación se complica aún más cuando Emilio y Rosa descubren que el joven no es quien aparenta ser.

## Reparto
- Ariadna Gil como Rosa.
- Daniel Grao como Emilio.
- Ricardo Gómez como Rafa.
- Judith Fernández como Lis.
- Zoe Arnao como Iris.
- Aina Picarolo como Melisa.
- Anna y Carla Ruiz como Lila/Dalia (Margarita).
- Marga Arnau como Mila.

## Recepción

### Taquilla

#### España
Hasta el cierre de 2022, la cinta reunió a 10 057 espectadores en las diferentes salas de cine del país.

### Crítica
Desde la revista Cinemanía, Toni Vall calificó la película con 3½ de 5 estrellas, conceptualizándola como una simbiosis entre Captain Fantastic y The Beguiled. Oti Rodríguez Marchante del diario ABC consideró que «el trío de actores adultos tiene el cometido, y lo cumple, de la siembra de dudas». Blai Morell de la revista Fotogramas le otorgó 3 de 5 estrellas, destacando el reparto infantil y «el ambiente malsano que transpira».

## Premios
| Año  | Evento        | Categoría            | Resultado | Ref.  |
| ---- | ------------- | -------------------- | --------- | ----- |
| 2023 | Premios Gaudí | Mejor director novel | Nominado  | [ 6 ] |